# 布拉尼米爾·赫爾戈塔
布拉尼米爾·赫爾戈塔（Branimir Hrgota，1993年1月12日—）是一位瑞典足球運動員，出生在波黑。在場上司職前鋒。他現在效力于德乙球隊格雷特霍夫。